# 平成女学園シリーズ
平成女学園（へいせいじょがくえん）は、アダルトビデオメーカー・SODクリエイトが発売していたビデオシリーズ。初期にはVHSで発売された。基本的にノンアダルトであるが、最終作は例外的にアダルトビデオとなっている。
2003年に発売された『平成女学園 高等部 18禁 体力測定編 表&裏バージョン』はお菓子系アイドルではなく企画系AV女優が出演する例外的存在となっている。前編である「表バージョン」は基本的に従来のシリーズの流れを踏襲しており、一部に陰毛の露出等があることを除いては特殊性はない。後編である「裏バージョン」では各出演者が裸になるほか、愛原千咲とAV男優の絡みのシーンがある。
2004年以降、新作は発売されていない。

## 一覧
| DVD発売       | タイトル                                         | 出演者                                                                                 |
| ------------- | ------------------------------------------------ | -------------------------------------------------------------------------------------- |
| 2000年11月5日 | 平成女学園中等部 身体測定編                      | 五十嵐結花・小磯絵里奈・鮎瀬梢・斎藤友枝・白田怜子・鶴見洋子・中村明香・鳴島愛         |
| 2000年11月5日 | 平成女学園中等部 体力測定編                      | 五十嵐結花・小磯絵里奈・鮎瀬梢・斎藤友枝・白田怜子・鶴見洋子・中村明香・鳴島愛         |
| 2000年11月5日 | 平成女学園高等部 体力測定編                      | 荒井薫子・木村沙也果・幸田奈美・中村樹里・七園未梨・西崎華子・萩原舞・松本未来・吉美香 |
| 2000年11月5日 | 平成女学園高等部 水泳編                          | 荒井薫子・木村沙也果・幸田奈美・中村樹里・七園未梨・西崎華子・萩原舞・松本未来・吉美香 |
| 2000年12月8日 | 平成女学園水泳部 体験入部編                      | 西崎華子・水田ゆか・北島美穂・松下未来・内藤真奈美・鈴木望美                           |
| 2000年12月8日 | 平成女学園体操部 体験入部編                      | 西崎華子・水田ゆか・北島美穂・松下未来・内藤真奈美・鈴木望美                           |
| 2001年2月20日 | 平成女学園テニス部 体験合宿編                    | 折原みか・鈴木由衣子・庄司有希・小野千春・栗原由紀子                                   |
| 2001年2月20日 | 平成女学園水泳部 体験合宿編                      | 折原みか・鈴木由衣子・庄司有希・小野千春・栗原由紀子                                   |
| 2001年5月20日 | TOHJIROの平成女学園 めざせアイドル!! 肉体訓練編  | 竹内彩華・鈴木まりえ・須賀まゆ                                                         |
| 2001年12月7日 | 平成女学園高等部 基礎体力編                      | 愛原千咲・河村ゆい・与儀絵理・坂上綾・財部えみ・阿部由香理                             |
| 2003年12月4日 | 平成女学園高等部 18禁 体力測定編 表&裏バージョン | 愛原千咲・秋山純・百瀬春華・愛葉ゆうき・塚本理佐・麗奈                                 |